# Martinus van Regteren Altena

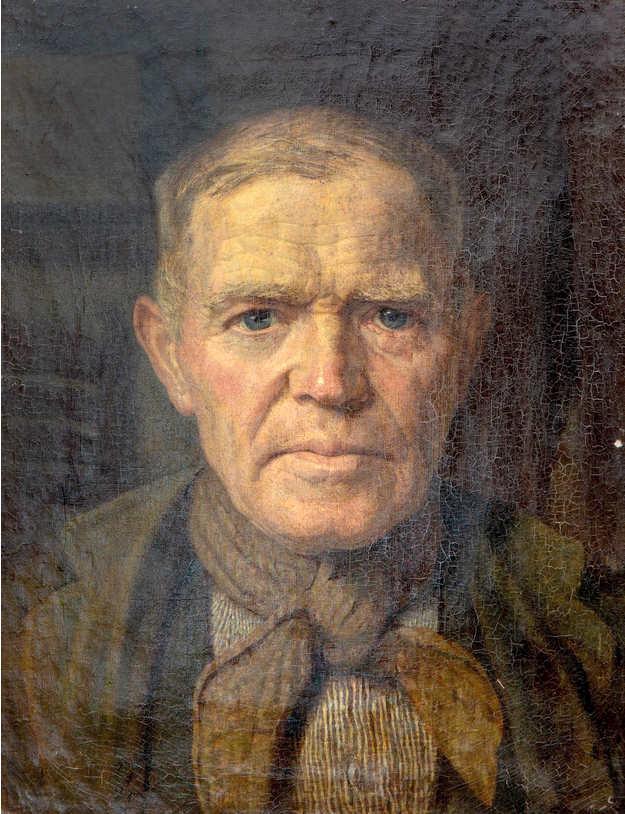
Porträt eines Bauern
aus Delden

Martinus van Regteren Altena (* 19. September 1866 in Amsterdam; † 10. Oktober 1908 in Nunspeet) war ein niederländischer Porträtmaler, Radierer und Lithograf.

## Leben
Martinus van Regteren Altena wurde als Sohn von Johan Quirijn van Regteren Altena (1832–1915), Direktor des Deli Maatschappij, und Gerardina Maria Jonker (1836–1910) geboren, seine Schwester war die Malerin Marie van Regteren Altena. Er studierte zuerst an der Polytechnischen Hochschule in Delft. Mit dem Diplom als Bauingenieur studierte er von 1891 bis 1894 an der Rijksakademie van beeldende kunsten in Amsterdam bei Wilhelmus Hendrikus Petrus Johannes de Zwart. Er wurde Mitarbeiter von Jan Veth.
Er war in Delft, Amsterdam 1891–1894, Paris 1897–1899, Laren (Noord-Holland) bis 1902, Bussum bis 1906, dann in Nunspeet tätig.
Er malte hauptsächlich Porträts, beschäftigte sich auch mit der Grafik. Er war Mitglied von „Arti et Amicitiae“ in Amsterdam und nahm an Ausstellungen in Amsterdam von 1901 bis 1906 teil.
Er starb an Tuberkulose im Alter von 42 Jahren.